# Soera Abraham
Soera Abraham is een soera van de Koran.
De soera is vernoemd naar de aartsvader Ibrahim die in ayat 35-41 aan het woord komt. Ook zijn zonen Ismail en Ishaq worden genoemd in deze verzen. Al eerder in deze soera wordt over verschillende andere boodschappers gesproken, zoals Musa.

## Bijzonderheden
Ayat 28 en 29 zouden zijn geopenbaard in Medina.